# Matthew Crampton
Matthew Nicholas Crampton (ur. 23 maja 1986 w Manchesterze) – brytyjski kolarz torowy, dwukrotny medalista mistrzostw świata i czterokrotny medalista mistrzostw Europy.

## Kariera
Pierwszy sukces w karierze Matthew Crampton osiągnął w 2004 roku, kiedy zdobył złote medale mistrzostw Europy juniorów w sprincie i keirinie. Na igrzyskach Wspólnoty Narodów w Melbourne w 2006 roku Matthew wraz z kolegami z reprezentacji zdobył srebrny medal w sprincie drużynowym. W kategorii U-23 zdobył pięć medali mistrzostw Europy, w tym złoty w keirinie w 2008 roku. W 2009 roku wziął udział w mistrzostwach świata w Pruszkowie, gdzie wspólnie z Jasonem Kennym i Jamie Staffem zdobył srebrny medal w sprincie drużynowym. Rok później, na mistrzostwach Europy w Pruszkowie zdobył brązowy medal w tej samej konkurencji, a w keirinie był drugi. Ponadto na mistrzostwach świata w Apeldoorn w 2011 roku Brytyjczycy w składzie: Matthew Crampton, Chris Hoy i Jason Kenny zdobyli kolejny srebrny medal w sprincie drużynowym, a na mistrzostwach Europy w Apeldoorn w tym samym roku Crampton zwyciężył w keirinie.